# Małgorzata Wierzbicka
Małgorzata Wierzbicka, z d. Głowacka (ur. 18 marca 1953 w Bydgoszczy, zm. 20 lutego 2022) – polska slawistka, tłumaczka, dyplomatka.

## Życiorys
Była absolwentką filologii serbsko-chorwackiej i polonistyki na Uniwersytecie Warszawskim. Od 1986 pracowała jako tłumaczka w Instytucie Nauk Prawnych Polskiej Akademii Nauk, w 1989 w obsłudze prasowej Okrągłego Stołu, następnie w Obywatelskim Klubie Parlamentarnym, a od 1992 w służbie dyplomatycznej, w Zagrzebiu, Lublanie, Belgradzie i Bratysława. 
Przetłumaczyła m.in. tom Ex ponto. Proza poetycka i wiersze Ivo Andrica (1985), wiersze Dorty Jagić w zbiorach Kanapa na rynku (2013) i Portret ciała (2018), wiersze Antuna Branko Šimica (w Literaturze na Świecie), prozę Jovicy Aćina (na łamach Literatury na Świecie, Tygla Kultury i Krasnogrudy.
Za tłumaczenie tomu Kanapa na rynku Dorty Jagić otrzymała w 2014 nagrodę w konkursie Europejski Poeta Wolności.